# Temporada de huracanes del Atlántico de 2011
La temporada de huracanes del Atlántico de 2011 fue la segunda de un grupo de tres temporadas de huracanes en el Atlántico muy activas (2010–2012) cada una con 19 tormentas tropicales. La actividad por encima del promedio se debió principalmente a La Niña que persistió durante el año anterior. De las 19 tormentas tropicales de la temporada, solo siete se convirtieron en huracanes y cuatro de ellas se convirtieron en huracanes importantes: Irene, Katia, Ophelia y Rina. La temporada comenzó oficialmente el 1 de junio y finalizó el 30 de noviembre de 2011, fechas que convencionalmente delimitan el período de cada año en el que se desarrollan la mayoría de los ciclones tropicales en el Océano Atlántico. Sin embargo, la primera tormenta tropical de la temporada, Arlene, no se desarrolló hasta casi un mes después. El sistema final, la Tormenta tropical Sean, se disipó sobre el Atlántico abierto el 11 de noviembre, 3 semanas antes del final oficial.
Debido a la presencia de La Niña en el Océano Pacífico, muchos pronósticos de pretemporada anunciaron una temporada de huracanes por encima del promedio. Muchos ciclones tropicales afectaron la tierra durante la temporada de 2011; la mayoría de los impactos, sin embargo, no resultaron en pérdidas significativas de vidas o propiedades. El 29 de junio, Arlene tocó tierra en México cerca de Cabo Rojo, Veracruz, matando a 22 personas. A principios de agosto, la Tormenta tropical Emily afectó a parte del Caribe con fuertes precipitaciones que provocaron un fallecido en la isla de Martinica. La tormenta tropical Harvey se trasladó a la costa de América Central a mediados de agosto, y como resultado se reportaron 5 muertes en México por las fuertes precipitaciones y vientos. El ciclón más mortífero y destructivo de la temporada, el Huracán Irene se desarrolló al este de las Antillas Menores el 21 de agosto. Irene causó un impacto significativo en algunas de las islas del Caribe y la costa este de los Estados Unidos, dejando alrededor de $15.8 mil millones en daños y 48 fallecimientos; 39 en Estados Unidos, 5 en República  Dominicana, 3 en Haití y 1 en Puerto Rico y resultando en el retiro del nombre. A finales de agosto se formó el Huracán Katia, sin afectar territorio alguno como ciclón tropical, pero sus remanentes afectaron a Reino Unido a mediados de septiembre, lo que resultó en 2 fallecidos en ese país. Durante el mes de septiembre, la Tormenta tropical Lee y el Huracán Nate se trasladaron a la costa central del Golfo de los Estados Unidos y al centro de México, respectivamente; el primero provocó 16 muertes y $1.32 mil millones en daños en los Estados Unidos y el segundo causó 5 muertes, sin daños, en México. Como ciclón extratropical, Lee causó daños significativos en forma de inundaciones en el noreste de los Estados Unidos, especialmente en Nueva York y Pensilvania. Durante el transcurso de la temporada, Don, María y Rina tocaron tierra en Estados Unidos, Canadá y México respectivamente pero no causaron muertes ni daños algunos. En general, la temporada resultó en 99 muertes y alrededor de $17.12 mil millones en daños.

## Pronósticos
La Administración Nacional Oceánica y Atmosférica de Estados Unidos (NOAA) clasifica la actividad de una temporada en tres categorías: por encima de lo normal, cercana a lo normal y por debajo de lo normal, según el número de tormentas nombradas (o también, tormentas tropicales), el número de tormentas con intensidad de huracán, el número de tormentas con intensidad de huracán mayor y el índice de energía ciclónica acumulada o ACE, por su sigla en inglés.
El equipo del Dr. Philip Klotzbach (antes coordinado por el Dr. William M. Gray) de la Universidad Estatal de Colorado (CSU) definió el número medio de tormentas por temporada (1950-2000) como 9,6 tormentas tropicales, 5,9 huracanes, y 2,3 huracanes mayores (huracanes que alcanzan al menos la categoría 3 en la escala de Saffir-Simpson). Una temporada normal, como lo define la NOAA, tiene de 9 a 12 tormentas nombradas, con 5 a 7 que alcanzan fuerza de huracán y 1 a 3 con intensidad de huracán mayor. El índice ACE medio en el océano Atlántico es de 89.5 para el período 1950-2006.

### Pronósticos previos a la temporada
El 8 de diciembre de 2010, el equipo del Dr. Klotzbach de la Universidad Estatal de Colorado (CSU) emitió su primer pronóstico extendido para 2011, anunciando una temporada bien por encima de la actividad promedio con 17 tormentas nombradas, nueve huracanes y cinco huracanes mayores. También predijeron un índice ACE de 165, mencionando que unas condiciones de El Niño eran improbabes para antes del inicio de la temporada.
Además, Tropical Storm Risk (TSR), un consorcio público con base en el University College de Londres del Reino Unido y que involucra seguros, manejo de riesgos y pronóstico climático, emitió una previsión extendida sólo unos días antes que lo hiciera la CSU, con estimados similares para 2011. En su reporte, la TSR prevé que la temporada esté un 40% por encima de la media histórica 1950-2010, con 15,6 (±4,3) tormentas tropicales, 8,4 (±3) huracanes y 4 (±1,7) huracanes mayores, con un índice ACE de 141 (±58).
El 6 de abril, la CSU publicó una revisión de su pronóstico de diciembre y anunció 16 tormentas nombradas, nueve huracanes y cinco huracanes mayores.
El 19 de mayo de 2011, la NOAA emitió su pronóstico de la temporada, anunciando una temporada por encima de lo normal con un 70% de probabilidades de tener entre 12 y 18 tormentas nombradas, de 6 a 10 huracanes y de 3 a 6 huracanes mayores. La NOAA atribuyó dichas condiciones a un período de actividad muy alta desde 1995 en esa zona del Atlántico, a una elevada temperatura de la superficie del mar y además, a la influencia de un La Niña en disminución, pero cuyos efectos durarán hasta bien entrada la temporada.

### Pronósticos a mediados de temporada
El 1 de junio, CSU publicó sus predicciones de mitad de temporada, con números sin cambios con respecto a los publicados en abril. Un poco más de un mes después, Weather Services International (WSI) emitió su primer pronóstico para la temporada. Se esperaba que se desarrollaran un total de 15 tormentas con nombre, 8 huracanes y 4 huracanes importantes durante toda la temporada. El 3 de agosto, CSU emitió una actualización de mitad de temporada, aunque no se hicieron cambios en las predicciones de su perspectiva de abril. Al día siguiente, la NOAA emitió su pronóstico final y de mitad de temporada para la temporada, llamando a 14-19 tormentas con nombre, 7-10 huracanes y 3-5 huracanes importantes. El aumento en los números en comparación con el pronóstico de pretemporada se debió a un comienzo de temporada casi récord. TSR también emitió su sexta y última perspectiva el 4 de agosto, que aumentó la cantidad de tormentas tropicales a 16 y la cantidad de huracanes a 9, pero continuó prediciendo que habría 4 huracanes importantes. El pronóstico final para la temporada 2011 fue emitido por WSI el 21 de septiembre, en el que la organización pidió 21 tormentas con nombre, 7 huracanes y 4 huracanes mayores; la filosofía para el aumento de números se mantuvo sin cambios con respecto a la de CSU.

## Resumen  de la temporada
La temporada de huracanes en el Atlántico comenzó oficialmente el 1 de junio de 2011. Fue una temporada superior a la media en la que se formaron veinte ciclones tropicales. Diecinueve de las veinte depresiones alcanzaron el estado de tormenta tropical, empatadas con 1887, 1995, 2010 y más tarde la temporada de 2012 para el cuarto número más alto de tormentas con nombre desde que comenzó el mantenimiento de registros en 1851. La temporada fue más activa de lo habitual debido a una cizalladura del viento inferior a la media, temperaturas de la superficie del mar más cálidas que la media y la presencia de La Niña.
La ciclogénesis tropical comenzó en el mes de junio, con la formación de la Tormenta tropical Arlene el 28 de junio. Después de que Arlene se disipó el 1 de julio, hubo una pausa de dos semanas en la actividad, antes de que Bret, Cindy y Don se desarrollaran en la segunda quincena de julio. agosto fue el mes más activo de la temporada, con ocho ciclones tropicales: Emily, Franklin, Gert, Harvey, Irene, Jose, Katia y la Depresión tropical Diez. El número de tormentas con nombre en agosto estuvo muy por encima del promedio de 4 entre 1944 y 2010, y solo una menos que el récord de ocho establecido en 2004 y posteriormente en 2012,  pero el número de huracanes estuvo por debajo de la media. Septiembre estuvo ligeramente por encima del promedio, con 5 tormentas con nombre, 2 huracanes y 1 huracán mayor, con la formación de la Tormenta tropical sin nombre, Lee, María, Nate, Ophelia y Philippe. Ophelia fue el ciclón tropical más intenso de la temporada, con un pico de huracán de categoría 4 con vientos de 220 km/h (140 mph) y una presión mínima de 940 mbar. Los siguientes dos meses presentaron un sistema cada uno, con Rina desarrollándose en octubre y Sean formándose en noviembre. Sean fue la tormenta final de la temporada y se convirtió en extratropical el 11 de noviembre poniendo fin a la activa temporada de huracanes.

### Energía Ciclónica Acumulada (ACE)
La actividad estacional se reflejó con un índice de Energía Ciclónica Acumulada de 126.2175 unidades, el ECA es, en términos generales, una medida del poder de un huracán multiplicado por el tiempo que existió; por lo tanto, las tormentas duraderas y los sistemas particularmente fuertes dan como resultado altos niveles de la ECA. La medida se calcula según los avisos completos para ciclones con intensidad de tormenta tropical: tormentas con vientos que superan las 39 mph (63 km/h).

## Ciclones tropicales

### Tormenta tropical Arlene
Una onda tropical emergió en el Atlántico oriental el 13 de junio. Siguiendo hacia el oeste, la perturbación permaneció desorganizada antes de llegar al Caribe occidental. El 25 de junio, la onda tropical que comenzó a interactuar con una vaguada en los niveles altos de la atmósfera comenzó a ser monitoreada por el Centro Nacional de Huracanes (NHC). La rotación ciclónica se hizo cada vez más evidente en las imágenes satelitales, aunque la organización se detuvo por el paso de la perturbación sobre la Península de Yucatán el 26 de junio. Dejó copiosas lluvias a su paso por la península de Yucatán y luego emergió sobre la bahía de Campeche. Después de emerger a la Bahía de Campeche, las condiciones ambientales favorables permitieron el desarrollo de la tormenta tropical Arlene a las 18:00 UTC del 28 de junio. Moviéndose generalmente hacia el oeste debido a la influencia de la alta presión al norte del ciclón, Arlene se intensificó gradualmente, alcanzando su máxima intensidad con vientos máximos sostenidos de 100 km/h (65 mph) y un presión mínima de 993 mbar a las 12:00 UTC del 30 de junio. La fuerte tormenta tropical tocó tierra en México cerca de Cabo Rojo, Veracruz, aproximadamente una hora después en su máxima intensidad y con ráfagas de 120 km/h, dejando copiosas lluvias en buena parte del oriente mexicano.. Una vez tierra adentro, el centro de circulación se volvió cada vez más difuso y la tormenta se disipó sobre las montañas de la Sierra Madre a primeras horas del 1 de julio.
Se emitieron numerosas alertas y advertencias de ciclones tropicales para la costa de México poco después de la formación de Arlene; una vez tierra adentro, todos fueron descontinuados. A pesar de su fuerza relativamente débil, Arlene produjo totales de lluvia aislados superiores a 9 pulgadas (230 mm). Un total de 22 muertes fueron reportadas en asociación con la tormenta tropical Arlene. Aunque el centro de circulación se mantuvo sobre México, los efectos de gran alcance de la tormenta trajeron un alivio mínimo a las partes afectadas por la sequía del sur de Texas y Florida.

### Tormenta tropical Bret
El 15 de julio, una vaguada sobre ubicada al noroeste del Atlántico se desplazó hacia el Sur asociada a un frente frío que se extendía hacia el Oeste desde Bermudas hasta Georgia, Estados Unidos. El frente produjo una gran área de lluvia liviana al norte del mismo, mientras que su componente occidental se mantenía estacionario sobre el noreste de Florida. Al día siguiente, un área de baja presión se desarrolló en superficie a lo largo del debilitamiento, al norte de las islas Bahamas. Aunque inicialmente no presentaba flujo ciclónico y la presión atmosférica era relativamente alta, el sistema comenzó a organizarse a medida que la cizalladura vertical disminuía. A las 18:00 UTC del 17 de julio, el Centro Nacional de Huracanes (NHC) anunciaba la formación de la Depresión tropical Dos, ubicada a 160 km al noroeste de Gran Ábaco, Bahamas, luego de que un vuelo de los Cazadores de huracanes encontrara un centro de circulación cerrado. Al estar ubicado en una zona de debilitamiento de la cresta subtropical, el ciclón derivó lentamente hacia el sur en las primeras horas de su existencia. Al fortalecerse, se la nombró Tormenta tropical Bret, alrededor de las 00:00 UTC del 18 de julio. A medida que el sistema giraba hacia el noreste, la formación de un anticiclón en la cima del centro de Bret proporcionó condiciones favorables para la intensificación; en consecuencia, una característica similar a un ojo y una pared del ojo (un anillo de tormentas eléctricas alrededor del ojo donde normalmente se encuentra la convección más intensa asociada con un ciclón tropical) se observó en las imágenes satelitales de microondas durante las horas de la tarde del 18 de julio. A las 18:00 UTC, el sistema alcanzó su máxima intensidad con vientos de 110 km/h (70 mph) y una presión barométrica mínima de 995 mbar. Después de moverse sobre temperaturas superficiales del mar cada vez más frías, el ciclón comenzó a debilitarse gradualmente. Bret se debilitó a depresión tropical alrededor de las 00:00 UTC del 22 de julio y ya no cumplía con los criterios de un ciclón tropical a las 12:00 UTC, mientras se ubicaba aproximadamente a 375 millas (605 km) al norte de las Bermudas.

Bret dejó un impacto mínimo en las Bahamas, con lluvias que aliviaron las condiciones de sequía. Las precipitaciones también fueron beneficiosas en general en las Bermudas, aunque inundaciones menores afectaron a algunos negocios locales en áreas de drenaje deficiente.

### Tormenta tropical Cindy
El 17 de julio, un área de chubascos y tormentas eléctricas, asociada con el mismo sistema frontal que generó la Tormenta tropical Bret, se consolidó alrededor de un área en desarrollo de baja presión a unas 345 millas (555 km) al oeste-suroeste de las Bermudas. El 19 de julio, el frente meteorológico asociado a la génesis de la Tormenta tropical Bret dio origen a una amplia área de baja presión sobre el Atlántico Norte. Mientras se desplazaba rápidamente hacia el este, el sistema tenía una convección mínima en su circulación, aunque el Centro Nacional de Huracanes (NHC) señaló su posibilidad de convertirse en ciclón tropical o subtropical. A las 06:00 UTC del 20 de julio, la depresión se convirtió en la Depresión tropical Tres al este de las Bermudas. Incrustada en los vientos del oeste de latitud media, la depresión se movió hacia el noreste y mantuvo esta dirección general durante el resto de su existencia. La depresión se profundizó y se volvió mejor definida y a las 12:00 UTC del 20 de julio se la designó como la Tormenta tropical Cindy, la tercera tormenta tropical de la temporada, mientras se ubicaba a unos 1065 km al estenoreste de las islas Bermudas. La convección aumentó constantemente sobre la tormenta, y una característica similar a un ojo irregular apareció en las imágenes satelitales visibles y de microondas. En correspondencia con esto, Cindy alcanzó su máxima intensidad a última hora del 21 de julio, con vientos de 110 km/h (70 mph) y una presión barométrica de 994 mbar. Poco después, la tormenta se movió sobre aguas más frías que 78,8 °F (26 °C). A lo largo del 22 de julio, la convección disminuyó y el sistema pasó a ser un ciclón extratropical a unas 985 millas (1585 km) al suroeste de Irlanda.
La perturbación produjo lluvias moderadas al pasar por el sur de Bermudas, con un máximo de 1,16 pulgadas (29 mm). También se observaron ráfagas de viento. 

### Tormenta tropical Don
Una onda tropical emergió frente a la costa occidental de África el 16 de julio. El 21 de julio el Centro Nacional de Huracanes (NHC) empezó a monitorear la onda tropical para un posible desarrollo como ciclón tropical a unos 1200 km al este de las Antillas Menores. Siguiendo hacia el oeste, la perturbación produjo una convección esporádica, pero permaneció desorganizada durante su paso hacia el Caribe el 23 de julio. La misma se desplazó hacia el Oeste en los días siguientes y al llegar al canal de Yucatán el 27 de julio, un vuelo de los Cazadores de huracanes constató que el sistema presentaba circulación cerrada y vientos con fuerza de temporal (>60 km/h). Se formó y consolidó una amplia área de baja presión sobre el noroeste del Mar Caribe, y el NHC posteriormente designó la Depresión Tropical Cuatro el 27 de julio a las 06:00 UTC. El sistema se intensificó aún más hasta convertirse en la Tormenta tropical Don a las 18:00 UTC. Dirigido al oesnoroeste por una dorsal subtropical sobre el sureste de los Estados Unidos, el ciclón se fortaleció inicialmente bajo una cizalladura del viento baja, alcanzando una intensidad máxima con vientos máximos sostenidos de 85 km/h (50 mph) y una presión barométrica mínima de 997 mbar. La convección alrededor del centro de la tormenta disminuyó gradualmente como resultado de la falta de inestabilidad vertical y, en consecuencia, se observó una disminución de los vientos sostenidos. Don se debilitó a una depresión tropical a medida que avanzaba hacia la costa de Texas, a lo largo de la Costa Nacional de la Isla del Padre , y continuó hacia el oesnoroeste a partir de entonces. Don se desplazó hacia la costa de Texas y tocó tierra en las inmediaciones de la bahía de Baffin el 29 de julio con vientos máximos sostenidos de 55 km/h y una presión mínima de 1007 mbar. El sistema degeneró en un área remanente de baja presión a las 06:00 UTC del 30 de julio.
Como ciclón tropical, Don provocó avisos de ciclón tropical para la costa sur de Texas. Debido a su abrupto debilitamiento antes de tocar tierra, los totales de lluvia y las observaciones del viento a lo largo de las áreas advertidas fueron escasos; se documentó una precipitación máxima total de 2,56 pulgadas (65 mm) cerca de Bay City, Texas, y se registró una ráfaga de viento máxima de 41 mph (66 km/h) en Waldron Field. La tormenta también produjo valores de marejada ciclónica inferiores a 2 pies (0,61 m). No se reportaron daños.

### Tormenta tropical Emily
Una onda tropical surgió frente a la costa oeste de África el 25 de julio. Siguiendo hacia el oeste, la perturbación se consolidó gradualmente a medida que múltiples centros de circulación finalmente se disiparon y se formó uno nuevo. Un ambiente atmosférico marginalmente favorable permitió que se desarrollara la convección, y un vuelo de un avión de reconocimiento en el sistema condujo a la clasificación de la Tormenta tropical Emily alrededor de las 00:00 UTC del 2 de agosto cerca de Dominica. Girando hacia el oesnoroeste a lo largo del borde suroeste de una gran cordillera subtropical hacia el noreste, Emily permaneció relativamente desorganizada en las imágenes de satélite debido a la fuerte cizalladura del viento del oeste. A pesar de un gran estallido de convección al sur de La Española el 3 de agosto, el centro de circulación aceleró hacia el oesnoroeste, con un centro de nivel medio moviéndose tierra adentro sobre la isla. A las 18:00 UTC del 4 de agosto, Emily degeneró en una onda tropical muy cerca de la costa sur de Haití. Los remanentes de nivel medio de Emily continuaron hacia el noroeste, con una nueva área de baja presión desarrollándose sobre las Bahamas. La baja se regeneró en una depresión tropical a las 18:00 UTC del 6 de agosto. Alrededor de una hora después, Emily tocó tierra en Gran Bahama con vientos de 55 km/h y una presión de 1011 mbar. Alrededor de las 00:00 UTC del 7 de agosto, se volvió a intensificar en la tormenta tropical Emily. Sin embargo, la fuerte cizalladura del viento expuso el centro de circulación una vez más. A las 12:00 UTC del 7 de agosto, Emily degeneró en un área remanente de baja presión al noreste de las Bahamas.
Fuertes lluvias y deslizamientos de tierra en Martinica dañaron 29 casas. Se informó de una muerte indirecta en la isla. En Puerto Rico, las inundaciones y los deslizamientos de tierra dañaron caminos, viviendas y cultivos. Además, alrededor de 18.500 personas se quedaron sin electricidad después de que los vientos dañaran una red eléctrica. En República Dominicana, inundaciones y deslizamientos de tierra dejaron aisladas a 56 comunidades. Las inundaciones en Haití dañaron más de 300 viviendas y destruyeron varios centros de tratamiento del cólera. La tormenta trajo hasta 7,9 pulgadas (200 mm) de lluvia en las Bahamas.

### Tormenta tropical Franklin
Un área de baja presión incrustada en una zona baroclínica costa afuera de Carolina del Norte, Estados Unidos, perdió sus características frontales sobre las aguas cálidas del Atlántico occidental y comenzó a desarrollarse entre el 10 y 11 de agosto. Siguiendo hacia el noreste en respuesta al flujo profundo del sureste, la perturbación fue inicialmente lenta para organizarse, pero una marcada organización de actividad de tormenta tomó lugar el 12 de agosto y una zona de convección profunda comenzó a incrementarse alrededor de un centro cada vez mejor definido. Según la información satelital y de las boyas meteorológicas, el sistema se convirtió en la Depresión tropical a las 18:00 UTC del 12 de agosto mientras se encontraba aproximadamente a 260 millas (420 km) al norte de las Bermudas. Moviéndose hacia el noreste, la depresión se intensificó hasta convertirse en la Tormenta tropical Franklin a las 06:00 UTC del 13 de agosto, luego de un gran estallido de convección sobre su centro. Seis horas más tarde, Franklin alcanzó su punto máximo con vientos máximos sostenidos de 75 km/h (45 mph) y una presión mínima de 1004 mbar, antes de encontrarse con un aumento de la cizalladura del viento y una disminución de la temperatura del océano. Se produjo un rápido deterioro de la estructura de la tormenta a medida que las condiciones ambientales se volvieron cada vez más hostiles, y la convección se separó del centro. Franklin comenzó a adquirir características extratropicales y completó su transición a ciclón extratropical a las 18:00 UTC de ese mismo día. Los remanentes degeneraron en una vaguada de baja presión a principios del 16 de agosto.
El sistema trajo un clima inestable a la isla de las Bermudas, con precipitaciones que alcanzaron las 0,07 pulgadas (1,8 mm) en el Aeropuerto Internacional LF Wade.

### Tormenta tropical Gert
Un área de baja presión, ubicada al este de las Bermudas, se asoció con una vaguada de escala sinóptica. Moviéndose hacia el oeste-suroeste, interactuó con una baja superior y finalmente se convirtió en una pequeña baja presión el 13 de agosto al tiempo que se levantaban los avisos de la Tormenta tropical Franklin. Después de que la baja se definió muy bien con una circulación estrecha y una convección profunda, se designó como Depresión tropical Siete a las 18:00 UTC ese día, a unas 360 millas (580 km) al sureste de las Bermudas. A medida que la depresión se curvaba hacia el oesnoroeste a lo largo de la cordillera subtropical que se debilitaba, se intensificó hasta convertirse en la Tormenta tropical Gert a las 06:00 UTC del 14 de agosto. Cuando Gert se acercaba a las Bermudas, se hizo evidente una pequeña forma de ojo en las imágenes de radar. Coincidiendo con esto, Gert alcanzó su máxima intensidad con vientos de 100 km/h (60 mph) y una presión mínima de 1000 mbar a las 12:00 UTC del 15 de agosto. Para el 16 de agosto, la convección se había disipado en su mayor parte debido al aumento de la cizalladura del viento y las temperaturas más frías del agua y como resultado Gert se convirtió en un ciclón extratropical a las 12:00 UTC del 16 de agosto a unas 500 millas (800 km) al noreste de las Bermudas. El remanente bajo se disipó bien al este de Terranova el 17 de agosto. 
Al pasar aproximadamente 90 millas (145 km) al este de las Bermudas, Gert trajo lluvia ligera y vientos de hasta 25 mph (40 km/h). 

### Tormenta tropical Harvey
El 10 de agosto, una onda tropical emergió al Atlántico desde la costa oeste de África. Después de moverse hacia el oeste a través del Atlántico y el Caribe durante varios días, la ola se convirtió en una depresión tropical a las 00:00 UTC del 19 de agosto a unas 100 millas (160 km) al estenoreste de Cabo Gracias a Dios en la frontera entre Honduras – Nicaragua. Siguiendo las cálidas aguas del noroeste del Caribe, la depresión se fortaleció hasta convertirse en la Tormenta tropical Harvey a las 12:00 UTC de ese día mientras se encontraba cerca de la costa de Honduras. Se produjo una intensificación adicional, con Harvey alcanzando su presión más baja de 994 mbar a las 06:00 UTC del 20 de agosto mientras que sus vientos máximos sostenidos de 100 km/h (65 mph) los alcanzó a las 17:30 UTC de ese día mientras tocaba tierra en Dangriga, Belice. Harvey se debilitó a depresión tropical el 21 de agosto a las 06:00 UTC, pero se volvió a intensificar a tormenta tropical después de emerger hacia la Bahía de Campeche alrededor de las 00:00 UTC del 22 de agosto. A las 02:00 UTC de ese día, tocó tierra cerca de Punta Roca Partida, Veracruz con vientos de 65 km/h (40 mph) y una presión mínima de 1005 mbar, luego se debilitó y disipó varias horas después, a las 18:00 UTC.
La perturbación precursora produjo un clima tormentoso y ráfagas de viento en todas las Antillas Menores. En Saint Croix, en las Islas Vírgenes de los Estados Unidos, ráfagas de viento derribaron árboles, que golpearon las líneas eléctricas y causaron cortes eléctricos menores. A lo largo de su camino, Harvey dejó caer fuertes lluvias en gran parte de América Central. Se reportaron fuertes vientos y fuertes precipitaciones en Belice, que dañaron o destruyeron casas en Crooked Tree. Un tornado en el norte de Belice también causó daños por viento en algunas aldeas. Las fuertes lluvias en México provocaron numerosos deslizamientos de tierra, uno de los cuales mató a tres personas. Otras dos muertes ocurrieron en el país. Derrumbes y desbordes de ríos dañaron 36 viviendas y 334 viviendas en los estados de Chiapas y Veracruz, respectivamente.

### Huracán Irene
En la noche del 20 de agosto, una amplia zona de baja presión se convirtió en lo suficientemente organizada como para ser clasificado como tormenta tropical Irene. Su paso por las Islas de Sotavento inicio temprano el 21 de agosto. Desde el principio 22 de agosto, Irene se fue fortaleciendo en un huracán de categoría 1, con vientos de 75 mph (120 km / h) y una presión central de 987 milibares, convirtiéndose en el primer huracán de la temporada. Esto rompió una racha de ocho ciclones tropicales consecutivos para iniciar la temporada 2011, todos los cuales ninguno de ellos fue más allá de superar la fuerza de tormenta tropical. Desde el principio 24 de agosto, Irene se convirtió en un huracán de categoría 3, con vientos de 115 mph (185 km / h). Irene fue a través un ciclo de reemplazo de la pared del ojo por lo que se debilitó ligeramente, pero solo causó su ampliar su campo de viento a gran medida. El 26 de agosto, el alcalde de Nueva York Michael Bloomberg dijo a los residentes costeros de "ponerse en movimiento, ahora.". Al día siguiente, Irene tocó tierra en Cabo Lookout, Carolina del Norte como un huracán de categoría 1 con vientos de 85 kilómetros por hora y una presión inusualmente baja para un huracán de categoría 1. El huracán Irene hizo una segunda entrada en tierra en la Ensenada de Little Egg, en Nueva Jersey a las 5:35 a. m. por lo que es el huracán que toca tierra por primera vez en 108 años de Nueva Jersey. el 28 de agosto. Irene se convirtió en una tormenta tropical mientras realizaba su tercera entrada en tierra en el área de Coney Island de Brooklyn, Nueva York, aproximadamente a las 9:00 de la mañana del 28 de agosto. Irene se convirtió en una tormenta tropical en la frontera de Quebec y Canadá del Atlántico el 29 de agosto.
Por información oficial, véase
- El último aviso del Centro Nacional de Huracanes de Estados Unidos sobre el Huracán Irene.
- El último aviso del Centro Nacional de Huracanes de Estados Unidos sobre el Huracán Irene. (en inglés)

### Depresión tropical Diez
Una onda tropical bien organizada se desplazó hacia el este del Atlántico el 22 de agosto. Siguiendo hacia el oeste a un ritmo rápido, la onda desarrolló gradualmente actividad de chubascos y tormentas eléctricas y un centro cerrado de baja presión. Las bandas curvas se extendieron desde el centro y a las 00:00 UTC del 25 de agosto se desarrolló la Depresión tropical Diez; en este momento, el centro del sistema estaba a unas 405 millas (650 km) al oeste-suroeste del extremo sur de Cabo Verde. La cizalladura del noreste desfavorable impidió la intensificación, y la depresión alcanzó su punto máximo con vientos de 55 km/h (35 mph) y una presión mínima de 1006 mbar en el momento de la formación. Cuando se debilitó una cresta de nivel medio al norte del ciclón, giró hacia el oesnoroeste mientras se debilitaba gradualmente. A última hora del 26 de agosto, existía poca convección sobre el centro de circulación. Para las 00:00 UTC del 27 de agosto, la depresión había degenerado en un área remanente de baja presión y se disipó unas horas más tarde después de que el centro se deteriorara hasta convertirse en un canal.

### Tormenta tropical Jose
Un sistema convectivo de mesoescala se desarrolló al norte de un nivel bajo al estesureste de las Bermudas el 25 de agosto. Una pequeña área de nivel medio de baja presión se formó en el lado occidental del complejo convectivo más tarde ese mismo día, desarrollándose gradualmente en los niveles inferiores de la atmósfera. A medida que la convección cerca del centro de circulación aumentó en cobertura e intensidad, el sistema se convirtió en la Depresión tropical Once a las 06:00 UTC del 27 de agosto. Seis horas más tarde, a las 12:00 UTC, la depresión se intensificó hasta convertirse en la tormenta tropical Jose. Después de la formación, la fuerte cizalladura del viento del cercano Huracán Irene desaceleró y finalmente detuvo las tendencias de desarrollo. Jose alcanzó su máxima intensidad con vientos de 75 km/h (45 mph) y una presión barométrica mínima de 1006 mbar a las 12:00 UTC del 28 de agosto, pero luego se debilitó lentamente. Acelerándose hacia el norte y el noreste, la actividad de chubascos y tormentas eléctricas disminuyó gradualmente, la circulación de bajo nivel quedó expuesta y el NHC determinó que Jose degeneró en un área remanente de baja presión cerca de las 00:00 UTC del 29 de agosto, aproximadamente a 135 millas (215 km) al nornoroeste de las Bermudas. 
Como ciclón tropical, José produjo ráfagas de viento con fuerza de tormenta tropical en la isla de las Bermudas. No se reportaron daños ni fallecidos con respecto a la tormenta tropical Jose.

### Huracán Katia
Una onda tropical se convirtió en una depresión tropical a unas 430 millas (690 km) al suroeste de las islas más al sur de Cabo Verde a las 06:00 UTC del 29 de agosto. La depresión se fortaleció y se convirtió en la Tormenta tropical Katia alrededor de las 00:00 UTC del 30 de agosto en sustitución de Katrina (pues este nombre fue eliminado de la lista de nombres, por su alto índice de destrucción a su paso en 2005). Katia se fortaleció y se convirtió en un huracán el 1 de septiembre cerca de las 00:00 UTC, aunque las condiciones atmosféricas desfavorables obstaculizado el fortalecimiento a partir de entonces. A medida que la tormenta comenzó a reaparecer sobre el Atlántico occidental, las condiciones favorables permitieron que Katia se convirtiera en un gran huracán para el 5 de septiembre y alcanzara su punto máximo como huracán de categoría 4 con vientos de 220 km/h (140 mph) y una presión de 942 mbar a las 00:00 UTC del 6 de septiembre. Sin embargo, los procesos internos del núcleo, el aumento de la cizalladura del viento, el impacto de un frente frío y las temperaturas oceánicas cada vez más frías hicieron que el ciclón se debilitara casi de inmediato. Katia finalmente se convirtió en un ciclón extratropical el 10 de septiembre a las 12:00 UTC a unas 290 millas (465 km) al sursureste de Terranova.
Aunque Katia pasó muy al norte de las Antillas Menores, se izó una alerta amarilla para Guadalupe para notificar a los residentes sobre mares peligrosos. Las fuertes corrientes de resaca a lo largo de la costa este de los Estados Unidos. Después de perder sus características tropicales, Katia provocó la emisión de numerosas advertencias en toda Europa. Los vientos huracanados impactaron numerosos lugares, derribaron árboles y postes de energía, dejando a miles de personas sin electricidad. La tormenta fue responsable de dos muertes en el Reino Unido, una de ellas cuando un árbol cayó sobre un vehículo en el condado de Durham y otro durante un accidente de varios coches en la autopista M54 debido a condiciones climáticas adversas. El ciclón postropical causó aproximadamente 100 millones de libras esterlinas (157 millones de dólares) en daños solo en el Reino Unido.Advertencias de mal tiempo se han hecho para Irlanda del Norte y Escocia por los restos de la Katia.

### Tormenta tropical sin nombre
Como parte de su análisis de rutina posterior a la temporada, el Centro Nacional de Huracanes (NHC) identificó una tormenta tropical adicional. A fines de agosto, un área de convección que se formó al suroeste de las Bermudas se organizó en un área distinta de baja presión. Alrededor de las 00:00 UTC del 1 de septiembre, se formó una depresión tropical a unas 335 millas (540 km) al norte de las Bermudas. Inicialmente se desvió erráticamente hacia el noreste debido a su posición dentro de un frente estacionario. A pesar de una cizalladura moderada del viento del suroeste, la depresión se intensificó hasta convertirse en la tormenta tropical Sin Nombre (denominada así por ser descubierta después de haber finalizado la temporada) después de unas 12 horas, a las 12:00 UTC, debido a un aumento de la convección en el centro. A las 06:00 UTC del 2 de septiembre, la tormenta alcanzó su máxima intensidad con vientos máximos sostenidos de 75 km/h (45 mph) y una presión barométrica mínima de 1002 mbar. 
Las tormentas eléctricas continuaron pulsando, lo que provocó que los vientos fluctuaran ligeramente. Además, la naturaleza intermitente de la convección, así como la incertidumbre sobre si estaba asociada a un frente frío, impidieron que la tormenta fuera clasificada como ciclón tropical en tiempo real. El 2 de septiembre, un Tropical Weather Outlook (TWO) del NHC declaró que "solo un ligero aumento en la organización daría como resultado la formación de una tormenta tropical". Ese día, una vaguada que se aproximaba hizo que la tormenta acelerara hacia el noreste. Las aguas más frías y el aumento de la cizalladura del viento eliminaron la convección, lo que provocó que la tormenta se volviera extratropical cerca de las 00:00 UTC del 3 de septiembre. Los remanentes continuaron hacia el noreste y la circulación se disipó a última hora del 3 de septiembre.

### Tormenta tropical Lee
A finales de agosto, una onda tropical produjo lluvias torrenciales y tormentas al oeste del mar Caribe. Moviéndose oesnoroeste, la onda comenzó a organizarse al sureste del golfo de México. La onda se convirtió en la decimotercera depresión tropical de la temporada en el Golfo de México, a unas 255 millas (410 km) al suroeste de la desembocadura del río Misisipi a las 00:00 UTC del 2 de septiembre. En su movimiento hacia el noroeste, la depresión tropical fue actualizada a tormenta tropical, dándole el nombre de Lee a las 12:00 UTC del 2 de septiembre. El ciclón se movió lentamente hacia el nornoroeste y continuó fortaleciéndose. Sin embargo, Lee pasó a ser una tormenta subtropical a las 12:00 UTC del 3 de septiembre justo cuando alcanzó sus vientos máximos sostenidos con 95 km/h (60 mph) debido a un campo de viento significativamente expandido, una mayor interacción con una baja presión en el nivel superior y una convección débil cerca del centro. A las 06:00 UTC del 4 de septiembre Lee alcanzó su presión más baja con 986 mbar.Lee se debilitó ligeramente antes de tocar tierra cerca Intracoastal City, Luisiana, a las 10:30 UTC del 4 de septiembre con vientos máximos de 75 km/h (45 mph) y una presión de 986 mbar.
Después de moverse tierra adentro, la tormenta se movió hacia el noreste y se fusionó con un frente frío sobre el este de Luisiana a las 06:00 UTC del 5 de septiembre. La baja remanente se disipó sobre Georgia a última hora del día siguiente. 
En Luisiana, la marejada ciclónica del lago Pontchartrain inundó más de 150 viviendas en los distritos de Jefferson y St. Tammany. También se produjeron inundaciones de agua dulce en áreas bajas del sureste de Luisiana y el sur y centro de Misisipi debido a 10 a 15 pulgadas (250 a 380 mm) de lluvia en toda el área. Varias carreteras se inundaron, mientras que 35 carreteras resultaron dañadas, 5 de las cuales fueron arrasadas, en el condado de Neshoba, Misisipi. La tormenta generó 46 tornados, uno de los cuales dañó unas 400 casas en el condado de Cherokee, Georgia. En el Atlántico medio, los remanentes de Lee produjeron más de 250 mm (10 pulgadas) de lluvia en un área amplia, lo que provocó inundaciones peores que las de junio y julio de 2006 y el huracán Agnes en 1972. Alrededor de 100.000 personas en Pensilvania fueron evacuadas, incluida la residencia del gobernador. Solo en los condados de Dauphin y Lebanon , casi 5.000 viviendas resultaron dañadas o demolidas. También se produjeron grandes inundaciones en el oeste de Nueva York. En general, Lee resultó en 16 muertes y alrededor de $ 1.32 mil millones en daños.

### Huracán Maria
El 5 de septiembre una baja presión asociada con una onda tropical en el oeste de África se organizó rápidamente. La onda tropical se convirtió en una depresión tropical a unas 700 millas (1100 km) al oeste-suroeste de las islas del sur de Cabo Verde a las 18:00 UTC del 6 de septiembre. A las 00:00 UTC del 7 de septiembre la depresión se fortaleció y se convirtió en la Tormenta tropical Maria. El sistema alcanzó vientos máximos de 85 km/h (50 mph) el 8 de septiembre, antes de encontrar una cizalladura del viento más fuerte y temperaturas del agua más frías cerca de las Islas de Sotavento, degenerando en un área de baja presión el 9 de septiembre a las 12:00 UTC. Se curvó lentamente hacia el norte y el noreste alrededor de la periferia occidental de la cordillera subtropical y recuperó el estado de tormenta tropical el 10 de septiembre a las 12:00 UTC. Durante los próximos 5 días Maria mantuvo su intensidad mientras se movía hacia el nornoroeste pasando bien cerca del grupo norte del arco de las Antillas Menores y luego giró hacia el nornoreste pasando cerca de las Bermudas. A las 18:00 UTC del 15 de septiembre Maria se fortaleció aún más hasta alcanzar el estado de huracán al noroeste de las Bermudas. El ciclón alcanzó su punto máximo con vientos de 130 km/h (80 mph) y una presión de 983 mbar a las 06:00 UTC del 16 de septiembre, pero pronto se debilitó debido a un aumento en la cizalladura del viento y temperaturas más frías del océano degradándose al estado de tormenta tropical a las 18:00 UTC de ese día. A las 18:30 UTC tocó tierra en Cape St. Mary's, Terranova con vientos máximos de 110 km/h (70 mph) y una presión mínima de 983 mbar antes de ser absorbido por un sistema frontal a las 21:00 UTC sobre Terranova.
A pesar de su mala organización, María trajo fuertes lluvias a partes del Caribe oriental, especialmente a Puerto Rico. Numerosas carreteras y casas se inundaron, y 150 viviendas en el área de Yabucoa sufrieron daños por agua. Muchas personas se vieron obligadas a evacuar después de que el agua y el lodo comenzaran a entrar en sus casas. Cerca de 16,000 personas se quedaron sin electricidad en Puerto Rico. Además, se observaron vientos con fuerza de tormenta tropical en muchas de las Islas Vírgenes de Estados Unidos. Cuando el sistema pasó al oeste de las Bermudas, se registraron breves vientos sostenidos con fuerza de tormenta tropical, junto con ráfagas más altas; Las precipitaciones en la isla, sin embargo, fueron mínimas. En Terranova, se registraron vientos bastante fuertes, pero los totales de lluvia fueron mínimos en general.

### Huracán Nate
Entre el 5 y 6 de septiembre, una vaguada frontal se estancó en la Bahía de Campeche. Una baja se desarrolló y organizó lo suficiente como para ser designada como Tormenta tropical Nate a las 18:00 UTC del 7 de septiembre. Moviéndose erráticamente a un ritmo muy lento, Nate continuó fortaleciéndose. Un día después, a las 18:00 UTC del 8 de septiembre, el ciclón se intensificó hasta convertirse en un huracán de categoría 1 y a las 00:00 UTC del 9 de septiembre alcanzó su máxima intensidad con vientos máximos sostenidos de 120 km/h (75 mph) y una presión barométrica mínima de 994 mbar ubicado en la Bahía de Campeche. Debido al movimiento lento de la tormenta, Nate comenzó a surgir aguas más frías a su paso, mientras que aire muy seco comenzó a entrar en la tormenta, lo que provocó su debilitamiento. Alrededor de las 16:00 UTC del 11 de septiembre, Nate tocó tierra en México cerca de Tecolutla, Veracruz, con vientos máximos de 75 km/h (40 mph). Poco después de tocar tierra, gran parte de las lluvias y tormentas eléctricas de Nate disminuyeron, y el sistema generó un mínimo remanente cerca de las 00:00 UTC del 12 de septiembre, que se disipó unas seis horas después. 
En la Bahía de Campeche, 10 trabajadores de la plataforma petrolera evacuaron la plataforma Trinity II, pero se vieron obligados a abandonar su bote salvavidas. Seis de los diez fueron rescatados, aunque los otros cuatro perecieron. La tormenta trajo hasta 9,84 pulgadas (250 mm) de precipitación en el sur de Veracruz, provocando inundaciones que dañaron 839 viviendas. Una persona murió en el estado después de ser alcanzada por un rayo.

### Huracán Ophelia
El 20 de septiembre a las 18:00 UTC, una onda tropical se convirtió en una depresión tropical a unas 1300 millas (2100 km) al este de las Antillas Menores. Moviéndose hacia el oesnoroeste, la depresión se convirtió en la Tormenta tropical Ophelia el 21 de septiembre a las 00:00 UTC y se fortaleció aún más hasta alcanzar una velocidad máxima inicial del viento de 100 km/h (65 mph) a las 06:00 UTC del 22 de septiembre. Cuando la tormenta entró en una región de mayor cizalladura del viento, comenzó a debilitarse y posteriormente se degradó a un mínimo remanente a las 12:00 UTC del 25 de septiembre. Sin embargo, al día siguiente, los remanentes del sistema comenzaron a reorganizarse a medida que disminuía la cizalladura del viento, y a las 12:00 UTC del 27 de septiembre, el sistema se convirtió nuevamente en una depresión tropical al este de Puerto Rico. Moviéndose hacia el norte, Ophelia recuperó el estado de tormenta tropical a las 06:00 UTC del 28 de septiembre y se profundizó significativamente para alcanzar la intensidad de huracán categoría 1 a las 18:00 UTC del 29 de septiembre. Transitando por aguas cálidas y en condiciones favorables, Ophelia se convirtió en un gran huracán de categoría 3 a las 18:00 UTC del día siguiente. Poco después, Ophelia se debilitó un poco probablemente debido a un ciclo de reemplazo de  la pared del ojo y fue degradado a categoría 2 el 1 de octubre pero no por mucho tiempo ya que al día siguientes continuó intensificándose y alcanzó su intensidad máxima con vientos máximos sostenidos de 220 km/h (140 mph) a las 00:00 UTC del 2 de octubre. Sin embargo, este pico duró poco, ya que el sistema pasó sobre temperaturas de agua más frías y entró en un área de alta cizalladura del viento, lo que provocó que se debilitara rápidamente y pasara a convertirse en un ciclón extratropical. Ophelia se debilitó a tormenta tropical a principios del 3 de octubre y se convirtió en completamente extratropical a las 10:00 UTC de ese día. La baja extratropical fue absorbida por un sistema meteorológico más grande al día siguiente.
A medida que el sistema se acercaba más a las Islas de Sotavento, Ophelia produjo más de 250 mm (10 pulgadas) de lluvia en algunas islas, lo que provocó deslizamientos de tierra y varios rescates en la carretera. Se observaron totales de precipitación ligera y ráfagas de viento por debajo de la fuerza de tormenta tropical en las Bermudas, mientras que la marejada ciclónica y las peligrosas corrientes de resaca a lo largo de la costa causaron daños mínimos. En Terranova, las fuertes lluvias contribuyeron a las inundaciones que destruyeron las carreteras y expusieron la insuficiencia de algunos trabajos de reparación después del Huracán Igor, que azotó el año anterior. Tras la transición de Ophelia a un ciclón extratropical, a los residentes de las islas británicas se les instó a prepararse para vientos fuertes de más de 75 mph (120 km/h) y acumulaciones de precipitación de hasta 4 pulgadas (100 mm). En las regiones del norte de Irlanda, una combinación de humedad y un clima significativamente más frío produjo varias pulgadas de nieve, dejando a cientos sin electricidad. 

### Huracán Philippe
El 23 de septiembre, una onda tropical bien definida emergió frente a la costa de África, asociada con abundante actividad de lluvias y tormentas eléctricas. Moviéndose hacia el oeste e incrustada en un entorno favorable para el desarrollo, la onda tropical se organizó rápidamente. A las 06:00 UTC del 24 de septiembre, la onda tropical se convirtió una depresión tropical a unas 290 millas (465 km) al sur de las islas más al sur de Cabo Verde. Solo seis horas después, a las 12:00 UTC, la depresión se intensificó hasta convertirse en la Tormenta tropical Philippe. Philippe alcanzó una intensidad máxima inicial a las 12:00 UTC del 26 de septiembre con vientos máximos sostenidos de 95 km/h (60 mph) y una presión mínima de 1003 mbar. Luego, la fuerte cizalladura del viento en los niveles superiores y más tarde del flujo de salida de Ophelia, así como el arrastre periódico de aire seco, hicieron a Philippe pequeño y desorganizado. Además, la circulación de bajo nivel a menudo estaba expuesta. Debido a este ambiente hostil, Philippe permaneció cerca del mínimo para una tormenta tropical y se debilitó brevemente a depresión tropical a las 00:00 UTC del 28 de septiembre. Sin embargo, a las 12:00 UTC de ese día, Philippe recuperó el estado de tormenta tropical. La tormenta comenzó a fortalecerse significativamente el 1 de octubre, con un pase de dispersómetro avanzado (ASCAT) al día siguiente que confirmó que Philippe era una fuerte tormenta tropical, en contra de las estimaciones de los satélites. Durante los próximos tres días, la tormenta fluctuó en intensidad y a pesar de la fuerte cizalladura del viento, se fortaleció brevemente hasta convertirse en huracán a las 00:00 UTC del 4 de octubre cuando desarrolló una forma de ojo, antes de debilitarse nuevamente hasta convertirse en tormenta tropical varias horas después, a las 12:00 UTC. Philippe volvió a adquirir intensidad de huracán el 6 de octubre a las 06:00 UTC y alcanzó su punto máximo como un fuerte huracán categoría 1 con vientos máximos sostenidos de 150 km/h (90 mph) y una presión mínima de 976 mbar a las 00:00 UTC del 7 de octubre. Sin embargo, Philippe se debilitó a tormenta tropical en la mañana de ese mismo día, antes de convertirse en un ciclón extratropical ese mismo día alrededor de las 18:00 UTC. Temprano el 9 de octubre, la tormenta extratropical remanente fue absorbida por un área más grande de baja presión al oeste de las Azores.

### Huracán Rina
Una onda tropical emergió al Atlántico desde la costa oeste de África el 9 de octubre. Después de llegar al suroeste del Caribe, la convección se intensificó cerca del centro y se organizó en una amplia baja el 21 de octubre, posiblemente debido a un frente frío que se desplazó hacia la región. Después de un marcado aumento en la convección cerca y al oeste del centro, se desarrolló una depresión tropical a las 06:00 UTC del 23 de octubre a unas 60 millas (97 km) al norte de la Isla de Providencia. La depresión se movió hacia el norte hacia una debilidad en una cresta cerca de Florida, causada por una amplia vaguada de nivel medio sobre el sureste de los Estados Unidos. Inicialmente, la depresión se intensificó gradualmente, convirtiéndose en la Tormenta tropical Rina a las 00:00 UTC del 24 de octubre. Sin embargo, después de una disminución en la cizalladura del viento del este, Rina se profundizó rápidamente mientras cruzaba aguas cálidas, alcanzando el estado de huracán a las 18:00 UTC de ese día y convirtiéndose en un gran huracán de categoría 3 unas 24 horas después, a las 18:00 UTC del 25 de octubre. Temprano el 26 de octubre, la tormenta alcanzó su punto máximo con vientos máximos sostenidos de 185 km/h (115 mph) y una presión mínima de 966 mbar. Después de que la tormenta alcanzó su máxima intensidad, los vientos en los niveles superiores y la cizalladura del viento rápidamente se volvieron desfavorables, lo que debilitó a Rina a categoría 2 más tarde el 26 de octubre. Mientras se desplazaba hacia el oesnoroeste y hacia el norte a lo largo de la periferia occidental de la cordillera, el ciclón se debilitó a una tormenta tropical al mediodía del 27 de octubre. Más tarde ese día, Rina se desvió hacia el norte. Alrededor de las 02:00 UTC del 28 de octubre, Rina tocó tierra en Quintana Roo, México a unas 12 millas (19 km) al suroeste de Playa del Carmen con vientos de 95 km/h (60 mph) y una presión mínima de 996 mbar. La tormenta dejó poco impacto en la Península de Yucatán debido a su estado debilitado. Rina degeneró en una baja remanente a las 18:00 UTC del 28 de octubre, al emerger al Canal de Yucatán. El remanente bajo se disipó cerca del extremo occidental de Cuba el 29 de octubre. 
Un frente frío, combinado con la humedad de Rina, provocó de 5 a 7 pulgadas (130 a 180 mm) de lluvia en partes del sur de Florida en menos de seis horas, causando inundaciones en las calles y dejando daños por agua en al menos 160 casas y edificios solo en el condado de Broward. Más al norte, dos tornados aterrizaron en las cercanías de Hobe Sound, uno de los cuales dañó 42 casas móviles, 2 vehículos y varios árboles.

### Tormenta tropical Sean
Un área de baja presión de origen no tropical se convirtió en la Tormenta subtropical Sean a las 06:00 UTC del 8 de noviembre a unas 445 millas (716 km) al suroeste de las Bermudas. Si bien la convección y el campo de viento se habían vuelto más simétricos, el sistema seguía siendo un ciclón subtropical debido a la baja en los niveles superiores asociada. En 12 horas, Sean se separó de la baja y pasó a ser un ciclón tropical, después de desarrollar un núcleo cálido a las 18:00 UTC de ese día. Desarrolló un flujo de salida y se intensificó debido a una ligera cizalladura del viento, combinada con temperaturas del agua suficientemente cálidas de al menos 78,8 °F (26,0 °C). El 9 de noviembre, se desarrolló una característica ocular en asociación con Sean, que luego se transformó en un anillo de convección. La tormenta alcanzó su punto máximo con vientos de 100 km/h (65 mph) y una presión mínima de 982 mbar el 10 de noviembre a las 12:00 UTC según informaron los cazadores de huracanes. Un frente frío que se aproximaba posteriormente indujo una mayor cizalladura del viento en el ciclón a medida que avanzaba hacia el noreste hacia aguas más frías; esto condujo al debilitamiento. Sean se transformó en un ciclón extratropical cerca de las 00:00 UTC del 12 de noviembre. Temprano al día siguiente, fue absorbido por el frente frío.
Sean y su precursor produjeron lluvias ligeras durante varios días en las Bermudas. Poco después del desarrollo, el Servicio Meteorológico de las Bermudas emitió una alerta de tormenta tropical, que luego se actualizó a una advertencia de tormenta tropical. Cuando Sean pasó cerca de la isla el 11 de noviembre, produjo vientos sostenidos de 69 km/h (43 mph), con ráfagas de 100 km/h (62 mph). La tormenta produjo mares agitados en la costa este de Florida. También se observaron corrientes de resaca en Carolina del Norte.

## Estadísticas de temporada
Esta es una tabla de todos los sistemas que se han formado en la temporada de huracanes de 2011. Incluye su duración, nombres, áreas afectada(s), indicados entre paréntesis, daños y muertes totales. Las muertes entre paréntesis son adicionales e indirectas, pero aún estaban relacionadas con esa tormenta. Los daños y las muertes incluyen totales mientras que la tormenta era extratropical, una onda o un baja, y todas las cifras del daño están en USD 2011.
| DT | TT | 1 | 2 | 3 | 4 | 5 |

| Nombre                  | Fechas activo                   | Categoría de tormenta en intensidad máxima | Vientos máx. (km/h) | Presión min (hPa) | ACE      | Áreas afectadas                               | Áreas afectadas  | Áreas afectadas | Daños (en millones USD) | Muertos |
| Nombre                  | Fechas activo                   | Categoría de tormenta en intensidad máxima | Vientos máx. (km/h) | Presión min (hPa) | ACE      | Lugar                                         | Fecha            | Vientos (km/h)  | Daños (en millones USD) | Muertos |
| ----------------------- | ------------------------------- | ------------------------------------------ | ------------------- | ----------------- | -------- | --------------------------------------------- | ---------------- | --------------- | ----------------------- | ------- |
| Arlene                  | 28 de junio – 1 de julio        | Tormenta tropical                          | 100 (65)            | 993               | 1.8775   | Cabo Rojo, México                             | 30 de junio      | 100 (65)        | N/A                     | 22      |
| Bret                    | 17 – 22 de julio                | Tormenta tropical                          | 110 (70)            | 995               | 3.2775   | Ninguno                                       | Ninguno          | Ninguno         | N/A                     | 0       |
| Cindy                   | 20 – 22 de julio                | Tormenta tropical                          | 110 (70)            | 994               | 2.3125   | Ninguno                                       | Ninguno          | Ninguno         | N/A                     | 0       |
| Don                     | 27 – 30 de julio                | Tormenta tropical                          | 85 (50)             | 997               | 1.62     | Padre Island National Seashore, Texas         | 30 de julio      | 55 (35)         | N/A                     | 0       |
| Emily                   | 2 – 7 de agosto                 | Tormenta tropical                          | 85 (50)             | 1003              | 2.2175   | Gran Bahama                                   | 6 de agosto      | 55 (35)         | N/A                     | 1       |
| Franklin                | 12 – 13 de agosto               | Tormenta tropical                          | 75 (45)             | 1004              | 0.2825   | Ninguno                                       | Ninguno          | Ninguno         | N/A                     | 0       |
| Gert                    | 13 – 16 de agosto               | Tormenta tropical                          | 100 (65)            | 1000              | 1.8525   | Ninguno                                       | Ninguno          | Ninguno         | N/A                     | 0       |
| Harvey                  | 19 – 22 de agosto               | Tormenta tropical                          | 100 (65)            | 994               | 1.5325   | Dangriga, Belice                              | 20 de agosto     | 100 (65)        | N/A                     | 5       |
| Harvey                  | 19 – 22 de agosto               | Tormenta tropical                          | 100 (65)            | 994               | 1.5325   | Punta Roca Partida, México                    | 22 de agosto     | 65 (40)         | N/A                     | 5       |
| Irene                   | 21 – 28 de agosto               | Huracán categoría 3                        | 195 (120)           | 942               | 18.8125  | Saint Croix, Islas Vírgenes de Estados Unidos | 21 de agosto     | 110 (70)        | $15.8 mil millones      | 48      |
| Irene                   | 21 – 28 de agosto               | Huracán categoría 3                        | 195 (120)           | 942               | 18.8125  | Punta Santiago, Puerto Rico                   | 22 de agosto     | 110 (70)        | $15.8 mil millones      | 48      |
| Irene                   | 21 – 28 de agosto               | Huracán categoría 3                        | 195 (120)           | 942               | 18.8125  | Acklins, Bahamas                              | 24 de agosto     | 185 (115)       | $15.8 mil millones      | 48      |
| Irene                   | 21 – 28 de agosto               | Huracán categoría 3                        | 195 (120)           | 942               | 18.8125  | Isla Larga, Bahamas                           | 25 de agosto     | 175 (110)       | $15.8 mil millones      | 48      |
| Irene                   | 21 – 28 de agosto               | Huracán categoría 3                        | 195 (120)           | 942               | 18.8125  | Eleuthera y Islas Ábaco, Bahamas              | 25 de agosto     | 165 (105)       | $15.8 mil millones      | 48      |
| Irene                   | 21 – 28 de agosto               | Huracán categoría 3                        | 195 (120)           | 942               | 18.8125  | Cape Lookout, Carolina del Norte              | 27 de agosto     | 140 (85)        | $15.8 mil millones      | 48      |
| Irene                   | 21 – 28 de agosto               | Huracán categoría 3                        | 195 (120)           | 942               | 18.8125  | Isla Brigantine, Nueva Jersey                 | 28 de agosto     | 110 (70)        | $15.8 mil millones      | 48      |
| Irene                   | 21 – 28 de agosto               | Huracán categoría 3                        | 195 (120)           | 942               | 18.8125  | Coney Island, Brooklyn                        | 28 de agosto     | 100 (65)        | $15.8 mil millones      | 48      |
| Diez                    | 25 – 26 de agosto               | Depresión tropical                         | 55 (35)             | 1006              | 0        | Ninguno                                       | Ninguno          | Ninguno         | N/A                     | 0       |
| Jose                    | 27 – 28 de agosto               | Tormenta tropical                          | 75 (45)             | 1006              | 0.8475   | Ninguno                                       | Ninguno          | Ninguno         | N/A                     | 0       |
| Katia                   | 29 de agosto – 10 de septiembre | Huracán categoría 4                        | 220 (140)           | 942               | 27.0325  | Ninguno                                       | Ninguno          | Ninguno         | N/A                     | 2       |
| Sin Nombre              | 1 – 2 de septiembre             | Tormenta tropical                          | 75 (45)             | 1002              | 0.8475   | Ninguno                                       | Ninguno          | Ninguno         | N/A                     | 0       |
| Lee                     | 2 – 5 de septiembre             | Tormenta tropical                          | 95 (60)             | 986               | 1.785    | Intracoastal City, Luisiana                   | 4 de septiembre  | 75 (45)         | $1.32 mil millones      | 16      |
| Maria                   | 6 – 16 de septiembre            | Huracán categoría 1                        | 130 (80)            | 983               | 9.17     | Terranova, Canadá                             | 16 de septiembre | 110 (70)        | N/A                     | 0       |
| Nate                    | 7 – 11 de septiembre            | Huracán categoría 1                        | 120 (75)            | 994               | 4.3075   | Tecolutla, México                             | 11 de septiembre | 75 (45)         | N/A                     | 5       |
| Ophelia                 | 20 de septiembre – 3 de octubre | Huracán categoría 4                        | 220 (140)           | 940               | 18.6775  | Ninguno                                       | Ninguno          | Ninguno         | N/A                     | 0       |
| Philippe                | 24 de septiembre – 8 de octubre | Huracán categoría 1                        | 150 (90)            | 976               | 15.93    | Ninguno                                       | Ninguno          | Ninguno         | N/A                     | 0       |
| Rina                    | 23 – 28 de octubre              | Huracán categoría 3                        | 185 (115)           | 966               | 10.0875  | Paamul, México                                | 28 de octubre    | 95 (60)         | N/A                     | 0       |
| Sean                    | 8 – 11 de noviembre             | Tormenta tropical                          | 100 (65)            | 982               | 3.7475   | Ninguno                                       | Ninguno          | Ninguno         | N/A                     | 0       |
| Totales de la temporada |                                 |                                            |                     |                   |          |                                               |                  |                 |                         |         |
| 20 ciclones             | 28 de junio - 11 de noviembre   |                                            | 220 (140)           | 940               | 126.2175 | 18                                            | 18               | 18              | $17.12 mil millones     | 99      |

## Nombres de ciclones tropicales
Los siguientes nombres fueron usados para los ciclones tropicales que se formaron en el océano Atlántico en 2011. Los nombres retirados, fueron anunciados por la OMM en la primavera boreal de 2011. Los nombres no retirados de esta lista serán usados nuevamente en la Temporada de 2017. Los nombres no usados están marcados con gris. Ésta es la misma lista que se usó en la temporada de 2005, a excepción de Don, Katia, Rina, Sean y Whitney, que reemplazaron los nombres de Dennis, Katrina, Rita, Stan y Wilma, respectivamente. Estos últimos fueron devastadores huracanes que azotaron América Central, México y Estados Unidos. Don, Katia, Rina y Sean fueron utilizados por primera vez en esta temporada. 
| - Arlene - Bret - Cindy - Don - Emily - Franklin - Gert | - Harvey - Irene - Jose - Katia - Lee - Maria - Nate | - Ophelia - Philippe - Rina - Sean - Tammy (sin usar) - Vince (sin usar) - Whitney (sin usar) |

### Nombres retirados
El 13 de abril del 2012, la Organización Meteorológica Mundial (OMM) retiró un nombre: Irene. Este será reemplazado en la temporada de 2017 por Irma.

## Energía Ciclónica Acumulada
La tabla a la izquierda muestra la Energía Ciclónica Acumulada (ACE, por sus siglas en inglés) para cada tormenta en la temporada. El ACE es una medida de la energía del huracán multiplicado por la longitud del tiempo en que existió; las tormentas de larga duración, así como huracanes particularmente fuertes, tienen ACE alto. El ACE se calcula solamente a sistemas tropicales que exceden los 34 nudos (39 mph, 63 km/h), o sea, fuerza de tormenta tropical.
| ACE (104kt²) (Fuente) — Ciclón tropical: | ACE (104kt²) (Fuente) — Ciclón tropical: | ACE (104kt²) (Fuente) — Ciclón tropical: | ACE (104kt²) (Fuente) — Ciclón tropical: | ACE (104kt²) (Fuente) — Ciclón tropical: | ACE (104kt²) (Fuente) — Ciclón tropical: | ACE (104kt²) (Fuente) — Ciclón tropical: | ACE (104kt²) (Fuente) — Ciclón tropical: | ACE (104kt²) (Fuente) — Ciclón tropical: | ACE (104kt²) (Fuente) — Ciclón tropical: | ACE (104kt²) (Fuente) — Ciclón tropical: | ACE (104kt²) (Fuente) — Ciclón tropical: | ACE (104kt²) (Fuente) — Ciclón tropical: | ACE (104kt²) (Fuente) — Ciclón tropical: |
| ---------------------------------------- | ---------------------------------------- | ---------------------------------------- | ---------------------------------------- | ---------------------------------------- | ---------------------------------------- | ---------------------------------------- | ---------------------------------------- | ---------------------------------------- | ---------------------------------------- | ---------------------------------------- | ---------------------------------------- | ---------------------------------------- | ---------------------------------------- |
| 1                                        | 27.0325                                  | Katia                                    | 2                                        | 18.8125                                  | Irene                                    |                                          |                                          |                                          |                                          |                                          |                                          |                                          |                                          |
| 3                                        | 18.6775                                  | Ophelia                                  | 4                                        | 15.93                                    | Philippe                                 |                                          |                                          |                                          |                                          |                                          |                                          |                                          |                                          |
| 5                                        | 10.0875                                  | Rina                                     | 6                                        | 9.17                                     | Maria                                    |                                          |                                          |                                          |                                          |                                          |                                          |                                          |                                          |
| 7                                        | 4.3075                                   | Nate                                     | 8                                        | 3.7475                                   | Sean                                     |                                          |                                          |                                          |                                          |                                          |                                          |                                          |                                          |
| 9                                        | 3.2775                                   | Bret                                     | 10                                       | 2.3125                                   | Cindy                                    |                                          |                                          |                                          |                                          |                                          |                                          |                                          |                                          |
| 11                                       | 2.2175                                   | Emily                                    | 12                                       | 1.8775                                   | Arlene                                   |                                          |                                          |                                          |                                          |                                          |                                          |                                          |                                          |
| 13                                       | 1.8525                                   | Gert                                     | 14                                       | 1.785                                    | Lee                                      |                                          |                                          |                                          |                                          |                                          |                                          |                                          |                                          |
| 15                                       | 1.62                                     | Don                                      | 16                                       | 1.5325                                   | Harvey                                   |                                          |                                          |                                          |                                          |                                          |                                          |                                          |                                          |
| 17                                       | 0.8475                                   | Jose                                     | 18                                       | 0.8475                                   | Sin Nombre                               |                                          |                                          |                                          |                                          |                                          |                                          |                                          |                                          |
| 19                                       | 0.2825                                   | Franklin                                 |                                          |                                          |                                          |                                          |                                          |                                          |                                          |                                          |                                          |                                          |                                          |
| Total: 126.2175                          |                                          |                                          |                                          |                                          |                                          |                                          |                                          |                                          |                                          |                                          |                                          |                                          |                                          |